# Fläckig härmtrast
Fläckig härmtrast (Toxostoma ocellatum) är en fågel i familjen härmtrastar inom ordningen tättingar. Den förekommer endast i bergsbelägna buskmarker i södra Mexiko. Arten är fåtalig och minskar i antal, men beståndet anses ändå vara livskraftigt.

## Utseende och läte
Härmtrastarna i släktet Toxostoma har lång kilformade stjärt, lång nedåtböjd näbb och rätt korta tarser. Fläckig härmtrast är 26,5-29,5 cm lång, med mörkbrun ovansida, ljust ögonbrynsstreck och vitaktig undersida kraftigt tecknad med mörka fläckar, framför allt på bröstet. Sången beskrivs som varierande och fyllig med fraser som upprepas två eller tre gånger, lätet som ett hård och smackande "chehk" eller "tchehk".

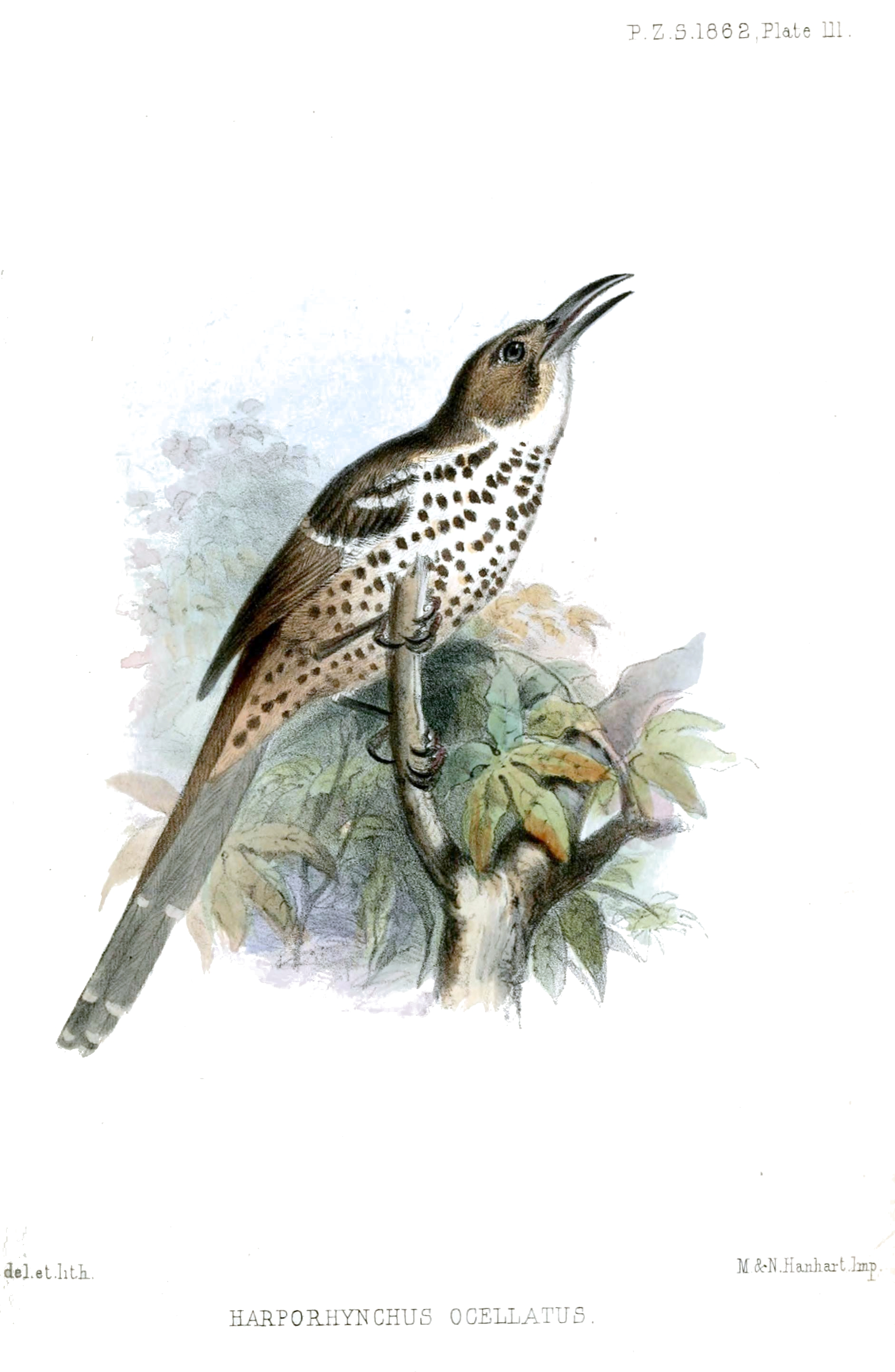

## Utbredning och systematik
Fläckig härmtrast är endemisk för Mexiko och delas vanligen in i två underarter med följande utbredning:
- Toxostoma ocellatum ocellatum – förekommer i högländer i centrala Mexiko (San Luis Potosí, Hidalgo och Mexiko)
- Toxostoma ocellatum villai – förekommer i ek- och tallskog i höglandet södra Mexiko (Puebla till Oaxaca)

## Levnadssätt
Fläckig härmtrast hittas huvudsakligen i buskrika marker och höglänt chaparral, men även i undervegetation i öppna skogslandskap, från 1400 meters höjd till åtminstone 3000 meter över havet. Arten födosöker mestadels på marken där den kan vara mycket svår att få syn på. Den påträffas vanligen sjungande från en hög sittplats. Födan är okänd men antas likna den hos sina släktingar, det vill säga ryggradslösa djur och till viss del frukt.

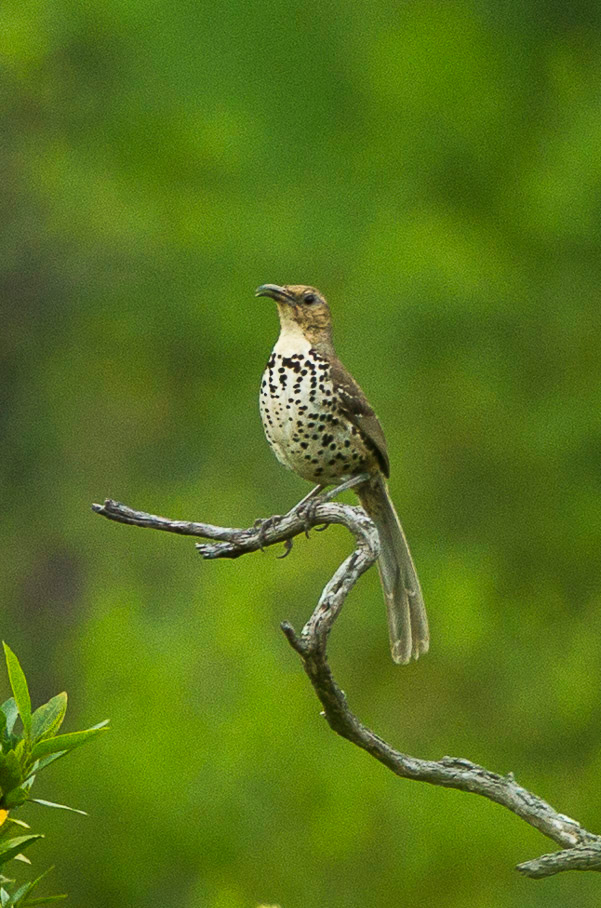

### Häckning
Fågelns häckningsbiologi är dåligt känd. Ett bo med två grönblå ägg kraftigt fläckade i rödbrunt och grått har hittats i Oaxaca i mitten av maj. Boet beskrivs som en kraftig skål av kvistar och gräs som placeras lågt till medelhögt i en buske eller ett trä.

## Status och hot
Arten har ett litet utbredningsområde och tros minska i antal, dock inte tillräckligt kraftigt för att den ska betraktas som hotad. Internationella naturvårdsunionen IUCN listar därför arten som livskraftig (LC). Beståndet uppskattas till i storleksordningen 20 000–50 000 vuxna individer.